# Lasse Lehtinen

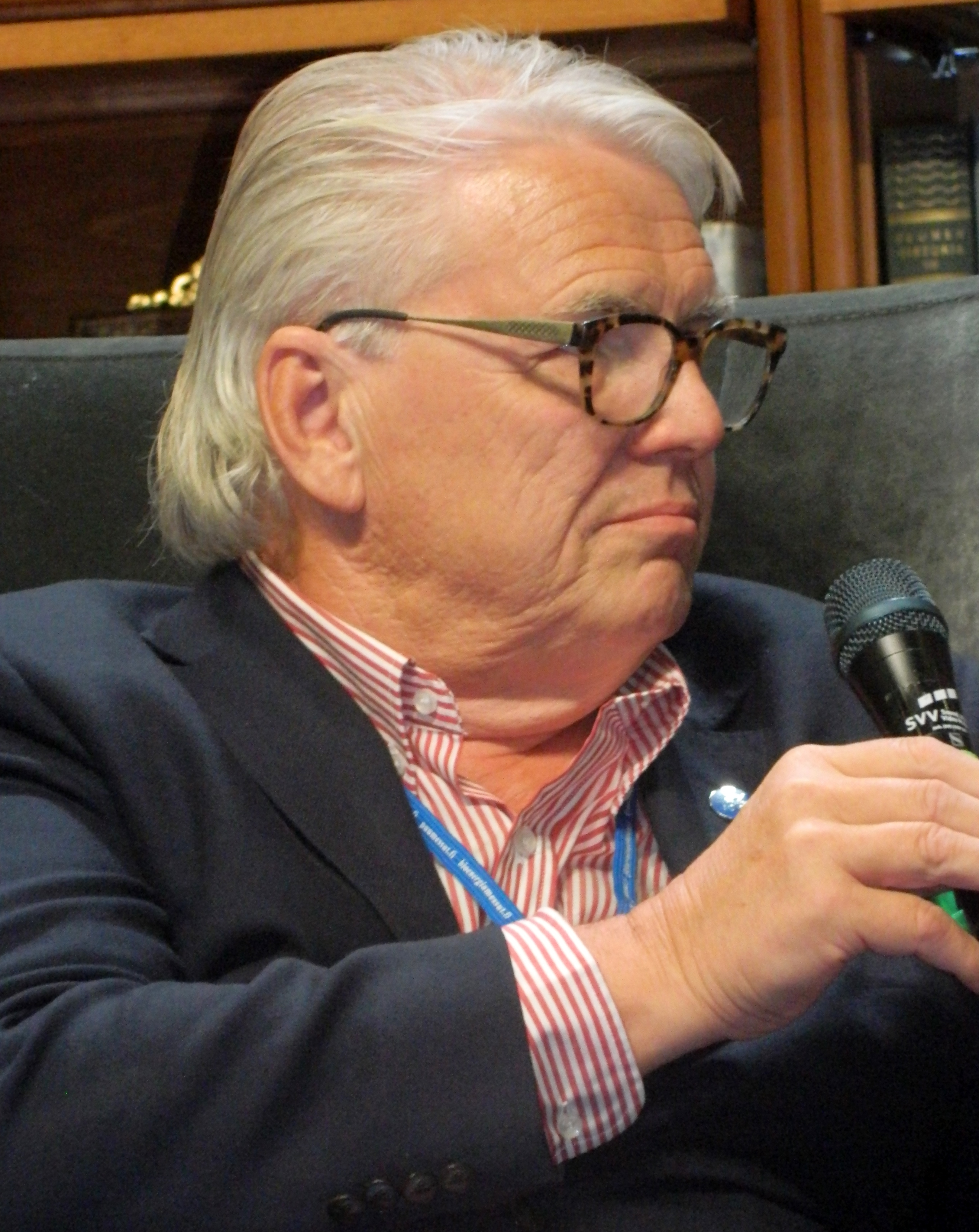
Lasse Lehtinen (2017)

Lasse Lehtinen este un om politic finlandez, membru al Parlamentului European în perioada 2004-2009 din partea Finlandei.
1. ↑  Deputații în Parlamentul European